# Клименко Жанна Валентинівна
Жа́нна Валенти́нівна Климе́нко (нар. 8 серпня 1967 року, Шибене) — педагог, доктор педагогічних наук (2008), професор (2011), заступник завідувача кафедри методики викладання іноземних мов і світової літератури НПУ, професор кафедри зарубіжної літератури інституту філології КНУ (за сумісництвом). Авторка та співавторка підручників та посібників із зарубіжної літератури.

## Біографічні дані
Народилася 8 серпня 1967 року в Шибеному Бородянського району Київської області в родині службовців Товстенка Валентина Кириловича та Яременко Ганни Трохимивіни.
У 1988 році закінчила Київський педагогічний інститут, за спеціальністю «російська мова і література», а у 1996 році за спеціальністю «українська мова і література». З 1988 по 1993 працювала вчителем.
З 1994 року працює в НПУ імені М. П. Драгоманова: з 2008 — професор кафедри методики викладання російської мови та світової літератури.

## Наукова робота
Наукові дослідження: взаємопов'язане вивчення зарубіжної та української літератури у 5—8 класах; теорія і технологія вивчення перекладних художніх творів у старших класах. Авторка та співавторка підручників, зокрема «Зарубіжна література» для 5-го (2005, співавтор) та 6-го (2006; обидва — Київ) кл., «Литература (русская и мировая)» для 9-го (2009) та 10-го класів (2010; обидва — Запоріжжя, співавтор). Авторка понад 100 публікацій.
Співавторка Модельної навчальної програми «Зарубіжна література. 5—9 класи». Була членом редколегії журналу «Всесвітня література в школах України».

### Основні праці
За ЕСУ:
- Розкриття значення перекладної літератури як важливого чинника формування української нації // Всесвітня література в серед. навч. закладах України. — 2005. — № 6;
- Теорія і технологія вивчення перекладних художніх творів у старших класах загальноосвітньої школи. — К., 2006;
- Заради пізнання світу і себе у цьому світі… (Компаративний підхід до викладання літератури в школі) // Укр. мова й література в серед. школах, г-зіях, ліцеях та колегіумах. — 2010. — № 11—12[2].

## Нагороди
- Нагрудний знак «Відмінник освіти України» (2000);
- Медаль М. П. Драгоманова (2015)[1].